# C.V. Devan Nair
Chengara Veetil Devan Nair, född 5 augusti 1923 i Malacka, nuvarande Malaysia, död 6 december 2005 i Hamilton i Ontario i Kanada, var president i Singapore 1981–1985 då han drog sig tillbaka under oklara omständigheter. 1995 flyttade han till Kanada.